# Капище
Ка́пище — язичницький храм у східних і балтійських слов'ян дохристиянського часу, також давньослов'янське слово, яким називається простір язичницького храму, розміщений за вівтарем і призначений для розміщення капів — статуй, кумирів.
У храмах античної Греції і Риму, а також в етруській традиції капище замінюється целлами — спеціально побудованими критими приміщеннями.
У капище має доступ тільки жрець та його помічники.
Якщо вівтар поєднується з жертовником (так було в античному світі і в деяких семітів), він розташовується просто неба, інакше він може перебувати під загальною покрівлею з капищем («закриті» храми Скандинавії).
В авраамічних релігіях капищу відповідає «святеє святих» (юдаїзм), «вівтар» (православ'я), «пресвітерій» (католицизм).